# Galago matschiei
Il galagone cenerino o galagone dagli occhiali (Galago matschiei) è un primate strepsirrino della famiglia dei galagidi.

## Distribuzione
L'areale della specie è limitato alle foreste al confine fra Zaire, Uganda, Burundi e probabilmente Ruanda.

## Descrizione

### Dimensioni
La specie misura una quarantina di centimetri di lunghezza: caso raro fra i galagoni, la coda è a stento lunga quanto il corpo.

### Aspetto
Il pelo è uniformemente grigio e tende a schiarirsi dalla parte dorsale a quella ventrale.

## Biologia
Si tratta di animali notturni e prevalentemente solitari, dalla dieta onnivora (insetti e frutti maturi, ma anche gomma, linfa e piccoli vertebrati). Per il resto, trattandosi di animali piuttosto schivi e naturalmente rari, le informazioni su questa specie raccolte da studi sul campo scarseggiano.